# Neotheronia montezuma
Neotheronia montezuma là một loài tò vò trong họ Ichneumonidae.